# Ходинська сільська рада
Хо́динська сільська́ ра́да — колишній орган місцевого самоврядування у Глухівському районі Сумської області. Адміністративний центр — село Ходине.

## Загальні відомості
- Населення ради: 552 особи (станом на 2001 рік)

## Населені пункти
Сільській раді підпорядковані населені пункти:
- с. Ходине
- с. Вовківка
- с. Гудове

## Склад ради
Рада складається з 14 депутатів та голови.
- Голова ради:
- Секретар ради: Харламова Ніна Хомівна

### Керівний склад попередніх скликань
| Прізвище, ім'я, по батькові | Основні відомості                                    | Дата обрання | Дата звільнення |
| --------------------------- | ---------------------------------------------------- | ------------ | --------------- |
| Мачулін Іван Павлович       | Сільський голова, 1952 року народження, безпартійний | 26.03.2006   | 31.10.2010      |

Примітка: таблиця складена за даними сайту Верховної Ради України